# Касанијуз
Касанијуз (фр. Cassaniouze) насеље је и општина у централној Француској у региону Оверња, у департману Кантал која припада префектури Оријак.
По подацима из 2011. године у општини је живело 503 становника, а густина насељености је износила 14,03 становника/km². Општина се простире на површини од 35,84 km². Налази се на средњој надморској висини од 550 метара (максималној 688 m, а минималној 180 m).

## Демографија
| 1962. | 1968. | 1975. | 1982. | 1990. | 1999. | 2011. |
| ----- | ----- | ----- | ----- | ----- | ----- | ----- |
| 711   | 809   | 719   | 684   | 587   | 547   | 503   |

График промене броја становника у току последњих година